# 馬堤
馬堤（うまづつみ）は、愛知県長久手市の地名。

## 地理

### 河川・池沼
- 神明川

### 施設
- 伊藤鉄工

## 歴史

### 地名の由来
三光院の祭礼のときに祈祷を受ける馬が堤防につながれた様子に由来するという説がある。

### 人口の変遷
国勢調査による人口および世帯数の推移。
| 2015年（平成27年） | 9世帯 28人  |  |
| 2020年（令和2年）  | 10世帯 28人 |  |

### WEB
1. 1 2  総務省統計局 (2022年2月10日). “令和2年国勢調査の調査結果(e-Stat) - 男女別人口，外国人人口及び世帯数－町丁・字等” (CSV). 2023年8月2日閲覧。
2. ↑  “愛知県長久手市の町丁・字一覧”.   人口統計ラボ. 2024年7月26日閲覧。
3. ↑  “読み仮名データの促音・拗音を小書きで表記するもの(zip形式) 愛知県” (zip).   日本郵便 (2024年2月29日). 2024年3月26日閲覧。
4. ↑  “市外局番の一覧” (PDF).   総務省 (2022年3月1日). 2022年3月22日閲覧。
5. ↑  “ナンバープレートについて”.   一般社団法人愛知県自動車会議所. 2024年1月21日閲覧。
6. ↑  総務省統計局 (2017年1月27日). “平成27年国勢調査の調査結果(e-Stat) - 男女別人口及び世帯数 －町丁・字等” (CSV). 2021年7月21日閲覧。

### 書籍
1. ↑  小林元 2002, p. 目次.
2. ↑  小林元 2002, p. 212.